# Hoàng Phương
Hoàng Phương, tên thật Nguyễn Kim Hoàng (1943 – 19 tháng 10 năm 2002) là một nhạc sĩ nhạc vàng tại miền Nam Việt Nam trước năm 1975 và có cả sáng tác sau thời gian này. Những sáng tác của ông chủ yếu viết về tình yêu đôi lứa, tình yêu quê hương tha thiết. Hoàng Phương là tác giả của bài hát nổi tiếng Hoa sứ nhà nàng, bài hát nhạc vàng duy nhất được chính quyền mới cho phép lưu hành sau ngày 30 tháng 4 năm 1975. Ngoài ra ông cũng là chủ của Băng nhạc Gò Công nổi tiếng thập niên 1980-1990.

## Tiểu sử
Hoàng Phương tên thật là Nguyễn Kim Hoàng, sinh năm 1943, nguyên quán tại xã Tân Thành, tỉnh Gò Công (nay thuộc tỉnh Tiền Giang). Thuở nhỏ, ông học trường tiểu học sơ cấp Tân Thành, sau đó học ở trường Nam Tiểu học Gò Công. Thi rớt vào bậc đệ thất trường công lập, ông theo học đệ thất trường Bán công Gò Công. Một năm sau, Hoàng Phương bắt đầu học nhạc buổi tối với nhạc sĩ Lê Dinh. Những năm vào trung học, ông đam mê âm nhạc, tự học đàn violon và organ. Sau khi học xong chương trình lớp đệ nhị, thi trượt tú tài 1, ông thôi học và từ đây bắt đầu theo nghiệp sáng tác. Ngoài ra, trong thời gian này ông cũng học thêm nghề sửa đồng hồ và nghề thợ bạc rồi trở nên có tiếng trong nghề.
Hoàng Phương từ nhỏ bị một cái mụn mạch lươn ở mắt cá làm rút gân, chân đi khập khiễng nên không bị bắt đi lính, không làm việc cho quân đội Việt Nam Cộng hòa cũng như chính phủ Việt Nam Cộng hòa như nhiều nhạc sĩ miền Nam cùng thời.
Năm 1968, khi 25 tuổi, Hoàng Phương lên Sài Gòn tham gia ban nhạc cùng Vinh Sử, Quốc Dũng, Lê Hựu Hà. Trong năm này, ông viết bản nhạc đầu tay, đó là bài Hoa sứ nhà nàng (tên ban đầu là Hoa sứ nhà em) do Chế Linh và Thanh Tuyền song ca lần đầu tiên. Lập tức, bài hát nổi tiếng trong giới mộ nhạc và được các hãng tranh nhau mua bản quyền thâu âm.
Sau sự kiện 30 tháng 4 năm 1975, hầu hết nhạc của các nhạc sĩ miền Nam trước đó đều bị chính quyền mới cấm lưu hành trên toàn quốc, chỉ bài Hoa sứ nhà nàng của Hoàng Phương được lưu hành. Lúc này, ông về Gò Công mở lại tiệm sửa đồng hồ, tích cóp tiền, cho đến năm 1985 thì mở thêm hai tiệm vàng là Kim Hoàng và Toàn Tân. Nhiều người dân Gò Công vẫn hát Hoa sứ nhà nàng mà không biết tác giả chính là ông thợ sửa đồng hồ phố huyện.
Năm 1985, Hoàng Phương cho ra đời dòng nhạc Gò Công. Album cassette "Băng nhạc Gò Công" gồm những bài do Hoàng Phương sáng tác và tự bỏ tiền ra sản xuất (một số bài phổ nhạc dựa trên thơ của các tác giả khác) và chủ yếu do ca sĩ Bảo Yến trình bày ra đời đã ngay lập tức trở nên nổi tiếng, làm xôn xao dư luận trong cả nước vào thời điểm đó. Khắp trong Nam ngoài Bắc, người yêu nhạc đổ xô tìm mua băng; còn tác giả của nó được giới nghệ sĩ, thính giả thời bấy giờ vinh danh "Ông hoàng nhạc Gò Công". Hoàng Phương lao vào sáng tác tiếp các bài ca ngợi ca tình yêu, ngợi ca quê hương Gò Công, ngợi ca biển nơi gắn liền với tuổi thơ ông. Ngày 10 tháng 9 năm 1986, Tuyển tập Nhạc Hoàng Phương - Hoa Sứ Nhà Nàng gồm 21 sáng tác của ông được phát hành.
Năm 1989, nhạc sĩ Hoàng Phương cưới người vợ thứ hai là Mộng Vân. Hai người cất một căn nhà lá nhỏ trên bãi biển Tân Thành. Những năm cuối đời, Hoàng Phương suy sụp, hay uống rượu và một mình đi lang thang trên bãi biển. Cuộc sống của ông ngày càng cơ cực, ông phải bán cả hai tiệm vàng và tìm đến các trung tâm băng nhạc để kiếm sống nhưng không đủ. Ông lâm bệnh ung thư gan và mất ngày 19 tháng 10 năm 2002. Trước khi mất, Hoàng Phương để lại nhiều tác phẩm còn đang dang dở. Đám tang của ông được tổ chức tại căn nhà nhỏ tồi tàn của hai vợ chồng trên bãi biển Tân Thành.

## Nhận xét
Có một số ý kiến cho rằng, Hoàng Phương là một con người lập dị vì ông hay để tóc dài, mặc áo màu đỏ quần màu kem, bước chân khập khiễng vì dị tật. Nhạc của Hoàng Phương hầu như là viết về tình yêu đôi lứa trong sáng và tình yêu quê hương tha thiết, hơn nữa ông không dính dáng đến Việt Nam Cộng hoà nên có lẽ chính vì thế mà giai đoạn hậu chiến sau năm 1975, nhạc của ông được chính quyền mới cho phép lưu hành rộng rãi trên cả nước. Băng nhạc Gò Công của ông được xem là băng nhạc nổi tiếng một thời trong khoảng giữa thập niên 1980 tới đầu những năm 1990.

## Sáng tác
Danh sách này không đầy đủ, bạn cũng có thể giúp mở rộng danh sách.
- Ao nhà ao bên
- Anh hai về làng
- Anh về tình đẹp quê hương
- Ánh mắt quê hương
- Biển Gò Công khi em đến
- Biển tím (viết cùng Quốc Dũng)
- Biển thức
- Cánh diều kỷ niệm
- Cánh thư trời xa
- Chung một giòng sông
- Chung vầng trăng đợi (Làng anh làng em)
- Chuyến xe Tiền Giang
- Chiếc cầu chiều mưa
- Chiếc thuyền từ ly
- Chiều hè trên bãi biển (thơ Song Hoài)
- Chiều mưa tháng bảy
- Chiều xuân qua thị trấn Gò Công
- Chuyện tình hoa muống biển
- Đàn thương cô quán trong làng
- Đôi mắt quê hương
- Em còn tuổi 15 (Tuổi nàng 15)
- Em gái nhỏ
- Gò Công hồng trang sử
- Gợi tình chim quyên
- Hẹn em bên cửa sông Tiền
- Hoa sứ nhà nàng 1 (Viết cùng Hoài Nam)
- Hoa sứ nhà nàng 2, 3
- Hương hoa sứ
- Hương sơ ri
- Khúc Kachiusa hát ở bên sông Tiền
- Khung trời quê
- Kỷ niệm còn đây
- Mẹ Gò Công
- Mùa nhạn trắng
- Mỹ Tho thành phố cội nguồn
- Nhà em đó bên kia sông
- Nỗi sầu tương tư
- Sông quê tình nhớ
- Thuyền giấy chiều mưa
- Thương một người ở xa
- Tiếng chim mùa xuân
- Tìm em quán Phượng (tặng người vợ đầu)
- Tìm em tôi trở lại rừng
- Tình bể dâu
- Tình khóc
- Tình mong manh
- Tôi đàn và nàng
- Trên ngọn tình sầu (viết cùng Phượng Vũ)
- Về nông trường Phú Đông
- Xa rồi Gò Công

### Một số ca khúc bị nhầm lẫn
Khi băng nhạc Kim Đằng 1 và 2 được xuất bản lại tại Hoa Kỳ, thì có sự nhầm lẫn về tác giả của các bài hát như Đường sang nhà em và Người em xứ bưởi. Theo ca sĩ Phương Hồng Quế, ca khúc Đường sang nhà em là tác phẩm của nhạc sĩ Giao Tiên. Còn Người em xứ bưởi là tác phẩm của nhạc sĩ Mộng Long và anh đã nhận được giấy chứng nhận của Bộ Văn hóa Thông tin và Truyền thông của Việt Nam.